# Nikon Coolpix 5900
Le Nikon Coolpix 5900 est un appareil photographique numérique de type compact fabriqué par Nikon, de la série de Nikon Coolpix.

## Description
Commercialisé en février 2005 au prix public de 369,99 €, le 5900 est un appareil de dimensions réduites: 8,8 × 6 × 3,7 cm.

Son boîtier de forme ergonomique lui assure une bonne prise. Il possède une définition de 5,1 mégapixels et est équipé d'un zoom optique de 3×.

Sa portée minimum de la mise au point est de 30 cm mais ramenée à 4 cm en mode macro.

Il est équipé d'une fonction "AF Priorité visage" qui permet d'avoir des portraits nets et de bonne luminosité puisque l'appareil détecte les visages et réalise la mise au point dessus automatiquement.

Son automatisme gère 16 modes Scène pré-programmés afin de faciliter les prises de vues (paysage, portrait, macro, musée, fête/intérieur, rétro-éclairage, plage/neige, portrait nuit, feu d'artifice, nocturne, aube/crépuscule, assistant de panorama, copie, aquatique, sports, coucher de soleil).

L’ajustement de l'exposition est automatique et permet également un mode manuel avec un ajustement dans une fourchette de ±2.0 par paliers de 0,33 EV.

La balance des blancs se fait de manière automatique, mais également semi-manuel avec des options pré-réglées (ensoleillé, lumière incandescent, tubes fluorescents, nuageux, éclair).

Son flash incorporé a une portée effective de 0,3 à 4,5 m en grand-angle et 0,3 à 3,5 m en téléobjectif et dispose de la fonction atténuation des yeux rouges et d'un dispositif d'éclairage AF.

La fonction "BSS" (Best Shot Selector) sélectionne parmi dix prises de vues successives, l'image la mieux exposée et l'enregistre automatiquement, tandis que la fonction d'avertissement de flou prévient du risque de flou dû au bougé de l'appareil afin de permettre à l'opérateur de reprendre une photo afin d'obtenir un meilleur résultat.

Son mode rafale permet de prendre 2 images par seconde.
Nikon a arrêté sa commercialisation en 2006.

## Caractéristiques
- Capteur CCD taille 1/1,8 pouce:  5,26 millions de pixels, effective : 5,1 millions de pixels
- Zoom optique : 3×, numérique : 4×
  - Distance focale équivalence 35 mm : 38-114 mm
  - Ouverture maximale de l'objectif : F/2,8-F/4,9
- Vitesse d'obturation : 4 à 1/2000 seconde
- Sensibilité : ISO auto 64 à 400
- Stockage : Secure Digital SD - mémoire interne de 13,5 Mo
- Définition image maxi : 2592×1944 au format JPEG
- Autres définitions : 2048×1536, 1600×1200,1024×768 et 640×480
- Définitions vidéo : 640×480 à 15 images par seconde et 160×120, 320×240 et 640×480 à 30 images par seconde au format QuickTime avec audio.
- Connectique : USB, audio-vidéo composite
- Compatible PictBridge
- Écran LCD de 2 pouces - matrice active TFT de 115 000 pixels
- Batterie propriétaire rechargeable lithium-ion type EN-EL5.
- Poids : 150 g sans accessoires (batteries-mémoire externe)
- Finition: anthracite.